# Turnhoutse Heide
De Turnhoutse Heide (ook: Turnhoutsche Heide) is een bos- en natuurgebied in de Nederlandse provincie Noord-Brabant dat zich bevindt ten westen van Hooge Mierde en in het noorden aansluit op Landgoed de Utrecht.
Het gebied meet 257 ha en is eigendom van de gemeente Reusel-De Mierden.
Het bestaat voornamelijk uit ontginningsbossen van grove den, met hier en daar landbouwenclaves en heiderestanten. Bovendien ligt er in het bos een grote recreatiecamping.
In het gebied komen twee vennen voor: Het Voortje en het veel grotere Zwartven.
Ten westen van dit gebied ligt de Belgische grens. Aan de overzijde daarvan vindt men eveneens uitgestrekte ontginningsbossen en heide-ontginningen.

## Zwartven

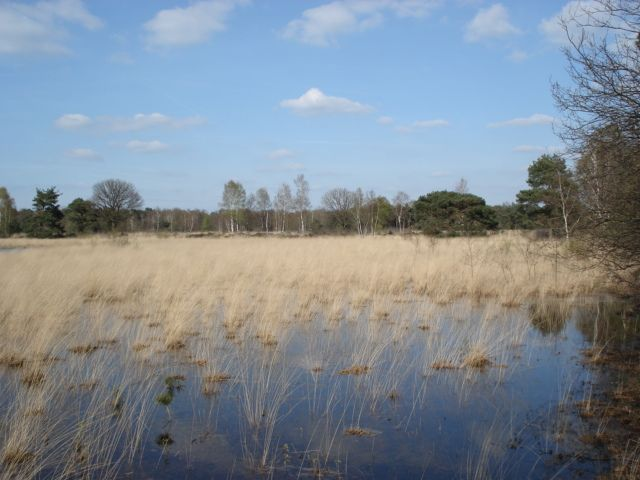
Zwartven

Het Zwartven, met daaromheen een gebied van 52 ha, werd in 2002 voor het symbolische bedrag van 1 euro door de stichting Het Brabants Landschap overgenomen van de gemeente. Naast het ven en het omliggende heiderestant behoorde hier ook een stuk naaldbos en een weiland toe. Dit weiland was ooit een ven, De Brouwketel genaamd, en het staat nu opnieuw onder water. In en rond het ven leven de heikikker, de rugstreeppad en de levendbarende hagedis.
Ten noorden van het Zwartven ligt een hoog stuifduin, de Hoogenberg geheten. Het hoogste punt bedraagt 36,5 meter boven NAP, wat hoog is voor deze omgeving. In 2004 werd 7 ha bos gekapt om het stuifduin te vergroten en meer kans te geven.
Het gebied is vrij toegankelijk.